# スポットライト (歴史番組)
『スポットライト』は、1972年4月6日から1978年3月19日までNHK総合で放送されたテレビ番組である。

## 概要
歴史に埋もれた出来事にスポットライトを当てる近現代史番組であった。全208回。レギュラー放送開始前の1972年3月21日に「一枚の小判」が放送されている。

## 放送時間と司会
| 期間                   | 司会         | 初回放送時間       | 初回放送時間       | 初回放送時間       | 再放送時間         |
| 期間                   | 司会         | 関東               | 東北               | その他の地域       | 全国               |
| ---------------------- | ------------ | ------------------ | ------------------ | ------------------ | ------------------ |
| 1972年4月 - 1973年3月  | フランキー堺 | 木曜 19:30 - 20:00 | 木曜 19:30 - 20:00 | 木曜 19:30 - 20:00 | 金曜 23:15 - 23:45 |
| 1973年4月 - 1974年3月  | 永六輔       | 木曜 19:30 - 20:00 | 木曜 19:30 - 20:00 | 日曜 07:30 - 08:00 | 金曜 23:15 - 23:45 |
| 1974年4月 - 1974年9月  | 永六輔       | 木曜 19:30 - 20:00 | 日曜 07:30 - 08:00 | 日曜 07:30 - 08:00 | 金曜 23:15 - 23:45 |
| 1974年10月 - 1975年3月 | 米倉斉加年   | 木曜 19:30 - 20:00 | 日曜 07:30 - 08:00 | 日曜 07:30 - 08:00 | 金曜 23:15 - 23:45 |
| 1975年4月 - 1976年3月  | 赤塚不二夫   | 木曜 19:30 - 20:00 | 日曜 07:30 - 08:00 | 日曜 07:30 - 08:00 | 木曜 23:20 - 23:50 |
| 1976年4月 - 1978年3月  | 鈴木健二     | 木曜 19:30 - 20:00 | 日曜 07:30 - 08:00 | 日曜 07:30 - 08:00 | なし               |

## 主なテーマ
放送年・月は本放送日を基準。
- ヨーイ・ドン（1972年4月[注釈 5])
- 三通の戦死公報（1972年5月)
- 消えた名画（1972年5月)
- 発掘（1972年7月)
- 人形流転（1972年8月)
- 折れた指揮棒（1972年10月[注釈 6])
- 人形使節メリー（1973年3月[注釈 7])
- 還ってきたフィルム（1973年5月)
- 幻のツチノコ（1973年6月)
- 密航船水安丸（1973年9月)
- 赤い風船（1973年12月)
- マカルーの旗（1974年1月)
- 咸臨丸はどこへ行った(1)(2)（1974年7月[注釈 8])
- タイムカプセル2600（1974年8月)
- 四つのハーネス（1974年10月)
- 幻の一銭陶貨（1974年12月)
- 碧素誕生（1975年3月)
- 2時17分のいかだ（1975年8月)
- 姫谷焼秘録（1975年9月)
- 諏訪の雷（1976年2月)
- 壁画が…見えた！（1976年7月)
- ソフィアの歌（1976年10月[注釈 9])
- 紙人形 伊勢路のにぎわい（1976年10月)
- 雷電の足袋（1977年4月)
- 天保のわら餅（1977年6月)

## 番組の現存状況
以下の11本が現存している(2020年1月17日現在)。日付は本放送日。
- 変な自転車（1972年4月13日、モノクロ)
- オー・マイ・北斎（1972年11月2日)
- 人形使節メリー（1973年3月15日、視聴者から提供[6])
- われら鎌大生（1975年3月2日・6日)[注釈 10]
- 碧素誕生（1975年3月9日・13日、番組関係者より提供[7])
- 午砲(ドン)と時報(ボン)（1975年6月8日・12日、NHKに保存[4])
- 尋常小学校唱歌 “ふるさと”（1975年9月7日・11日、視聴者から提供、Uマチック、冒頭10分欠落[8])
- 姫谷焼秘録（1975年9月14日・18日、NHKに保存[4])
- 壁画が…見えた！（1976年7月4日・8日)
- アインシュタインの贈り物（1977年12月8日・11日)
- よみがえった無尽灯（1978年3月16日・19日、番組出演者の親族提供[9])－最終回。